# Scutachne amphistemon
Scutachne amphistemon là một loài thực vật có hoa trong họ Hòa thảo. Loài này được (C.Wright) Hitchc. & Chase miêu tả khoa học đầu tiên năm 1911.